# Buses Larapinta
Buses Larapinta es una línea de ómnibus que opera en la Región Metropolitana de Santiago, en Chile, uniendo la ciudad de Lampa con la capital del país, Santiago. Posee 36 paraderos en el sentido Santiago Centro, y 40 en el sentido Lampa. Funciona de lunes a sábados desde las 6:00 hasta las 21:30 horas, y los domingos desde las 7:00 hasta las 21:30 horas (horarios UTC−4 de abril a septiembre, y UTC−3 de septiembre a abril).

## Recorrido
- Ida: Lampa - Larapinta - Lo Echevers - Américo Vespucio - Independencia - Mapocho - Santiago Centro
- Regreso: Santiago Centro - Mapocho - Independencia - Américo Vespucio - Lo Echevers - Larapinta - Lampa

## Tarifas
Los precios de los distintos tramos son los siguientes:
- Local Lampa: CLP 400 (USD 0,55).
- Lampa-Lo Echevers: CLP 800 (USD 1,10).
- Santiago-Lo Echevers: CLP 800 (USD 1,10).
- Urbano Santiago: CLP 700 (USD 0,96).
- Lampa-Santiago: CLP 1100 (USD 1,52).
- Lampa-Santiago (estudiante): CLP 400 (USD 0,55).

## Controversias
En el sitio Reclamos.cl, existen denuncias de usuario de esta línea, quienes aseguran que se les brindó un mal servicio.